# مرسدس-بنز ئی‌کیواس اس‌یووی
مرسدس-بنز ئی‌کیواس اس‌یووی یک کراس‌اوور لوکس اندازه بزرگ باتری برقی است که توسط شرکت خودروسازی آلمانی دایملر آگ تولید شده‌است. این خودرو همتای اس‌یووی ئی‌کیواس لیفت‌بک است و به‌عنوان نسخهٔ باتری برقی جی‌ال‌اس قرار می‌گیرد. این خودرو پس از ئی‌کیواس و ئی‌کیوئی سدان، سومین محصول مرسدس-بنز است که بر روی معماری خودروهای الکتریکی اختصاصی این شرکت ساخته شده‌است. در این مدل صندلی‌های ردیف سوم به‌صورت دلخواه قابل انتخاب است.

## بررسی
این خودرو در ۱۹ آوریل ۲۰۲۲ رونمایی شد. سه نسخه از آن ارائه خواهد شد که عبارتند از ئی‌کیواس ۴۵۰، ئی‌کیواس ۴۵۰ ۴ماتیک و ئی‌کیواس ۵۸۰ ۴ماتیک. موتور ئی‌کیواس ۴۵۰ دارای حداکثر توان خروجی ۲۶۵-کیلووات (۳۶۰-اسب-بخار-متری؛ ۳۵۵-اسب-بخار) و گشتاور ۵۶۸ نیوتن متر (۴۱۹ پوند-فوت) است (۸۰۰ نیوتن متر (۵۹۰ پوند-فوت) برای نسخهٔ ۴ماتیک)؛ در حالی که ئی‌کیواس ۵۸۰ ۴ماتیک از موتورهای دوگانه قدرتمندتر استفاده می‌کند که قدرت ترکیبی تا ۴۰۰-کیلووات (۵۴۰-اسب-بخار-متری؛ ۵۴۰-اسب-بخار) را تولید می‌کند و حداکثر گشتاور ۸۵۸ نیوتن متر (۶۳۳ پوند-فوت) را ارائه می‌دهد.
این خودرو از هایپراسکرین ۵۶ اینچی مبتنی بر ام‌بی‌یوایکس بهره می‌برد که شامل دسته ابزار، صفحه نمایش اطلاعات سرگرمی و صفحه نمایش سرنشینان است که روی داشبورد خودرو اجرا می‌شود. در بالای سر در ردیف اول و دوم صندلی‌ها سانروفی کشویی با طول ۴۰٫۷ اینچ (۱٬۰۳۰ میلیمتر) قرار دارد.

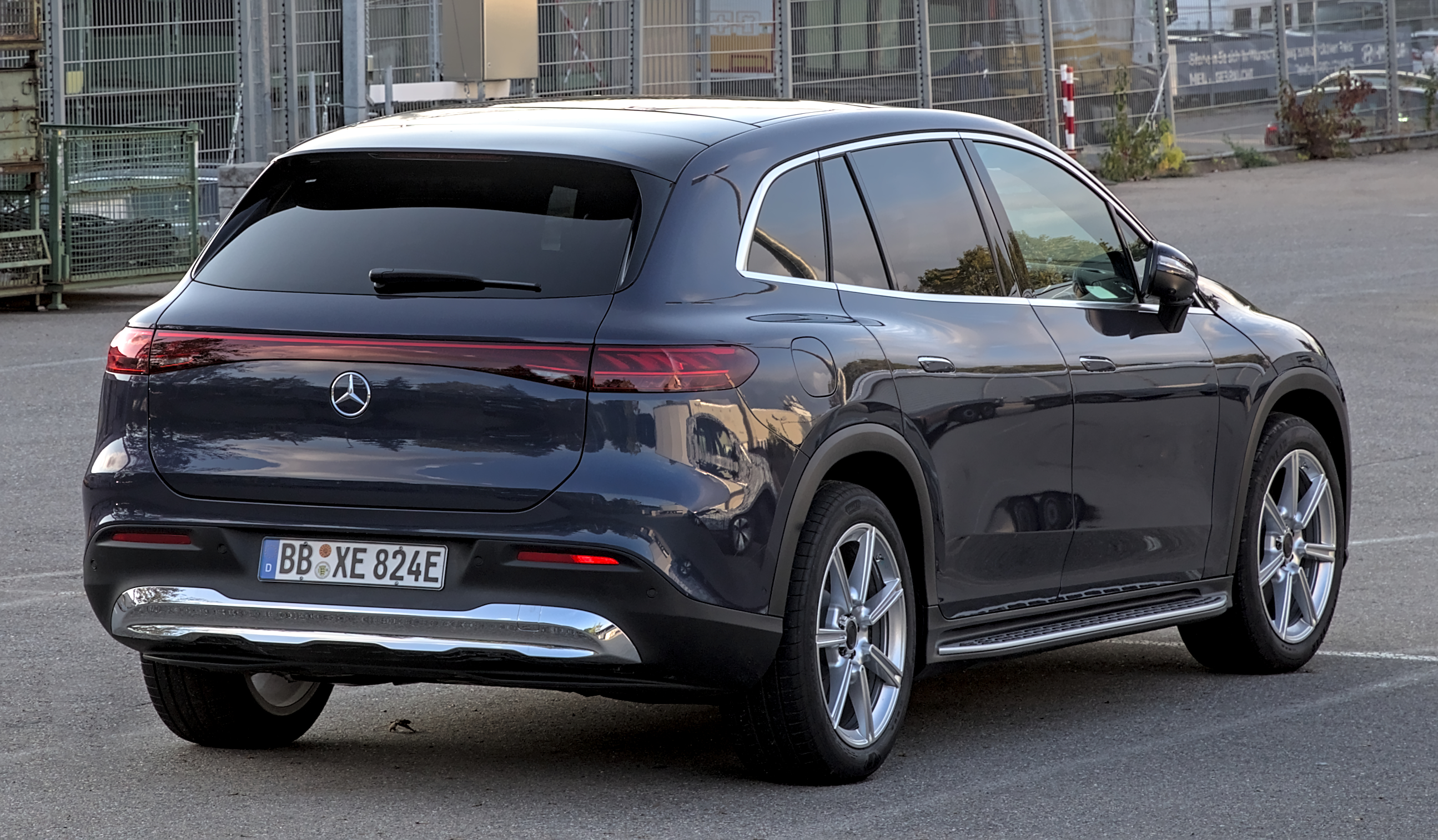
نمای عقب
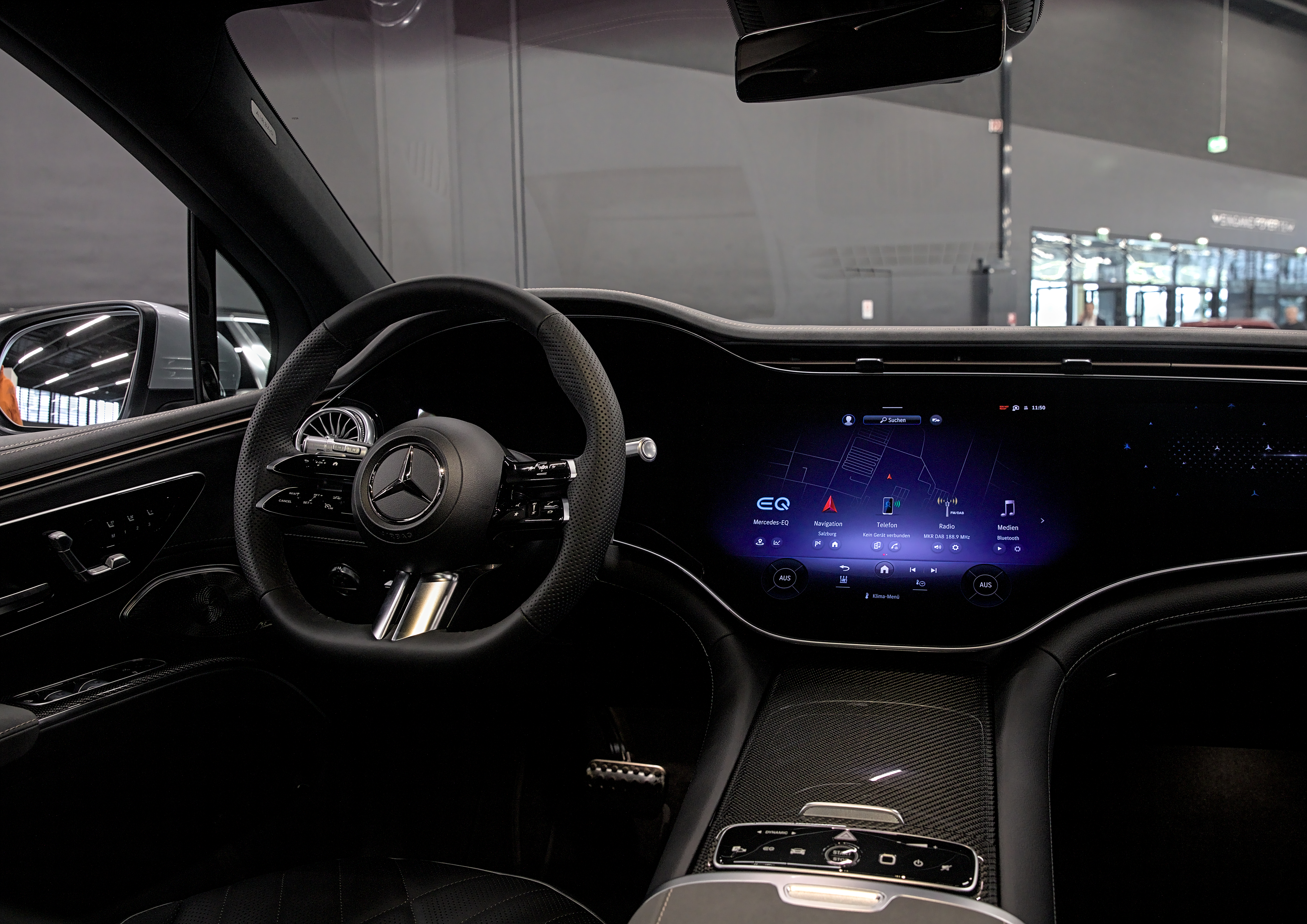
نمای داخلی

## نسخه‌ها
نسخه‌های این خودرو عبارتند از:
| مدل                       | سال‌ها | قدرت                                          | گشتاور                       | ظرفیت باتری کامل/قابل استفاده (کیلووات ساعت) | محور محرک      | ۰–۱۰۰ کیلومتر بر ساعت (۰–۶۲ مایل بر ساعت) | حداکثر سرعت | حداکثر پیمایش (WLTP)   | پیمایش (EPA) |
| ------------------------- | ----- | --------------------------------------------- | ---------------------------- | -------------------------------------------- | -------------- | ----------------------------------------- | ----------- | ---------------------- | ------------ |
| ئی‌کیواس اس‌یووی ۴۵۰+       | ۲۰۲۲– | ۲۶۵-کیلووات (۳۶۰-اسب-بخار-متری؛ ۳۵۵-اسب-بخار) | ۵۶۸ نیوتن متر (۴۱۹ پوند-فوت) | ۱۲۰/۱۰۷٫۸                                    | محور عقب       |                                           |             | ۶۶۰ کیلومتر (۴۱۰ مایل) |              |
| ئی‌کیواس اس‌یووی ۴۵۰ ۴ماتیک | ۲۰۲۲– | ۲۶۵-کیلووات (۳۶۰-اسب-بخار-متری؛ ۳۵۵-اسب-بخار) | ۸۰۰ نیوتن متر (۵۹۰ پوند-فوت) | ۱۲۰/۱۰۷٫۸                                    | تمام چرخ متحرک |                                           |             | ۶۱۳ کیلومتر (۳۸۱ مایل) |              |
| ئی‌کیواس اس‌یووی ۵۸۰ ۴ماتیک | ۲۰۲۲– | ۴۰۰ کیلووات (۵۴۴ اسب بخار متری؛ ۵۳۶ اسب بخار) | ۸۵۸ نیوتن متر (۶۳۳ پوند-فوت) | ۱۲۰/۱۰۷٫۸                                    | تمام چرخ متحرک |                                           |             | ۶۱۳ کیلومتر (۳۸۱ مایل) |              |

### مایباخ ئی‌کیواس ۶۸۰
در آوریل ۲۰۲۳، مرسدس از اس‌یووی مرسدس مایباخ ئی‌کیواس ۶۸۰، یک نوع فوق لوکس از ئی‌کیواس اس‌یووی تحت نام تجاری فرعی مایباخ، پرده‌برداری کرد.

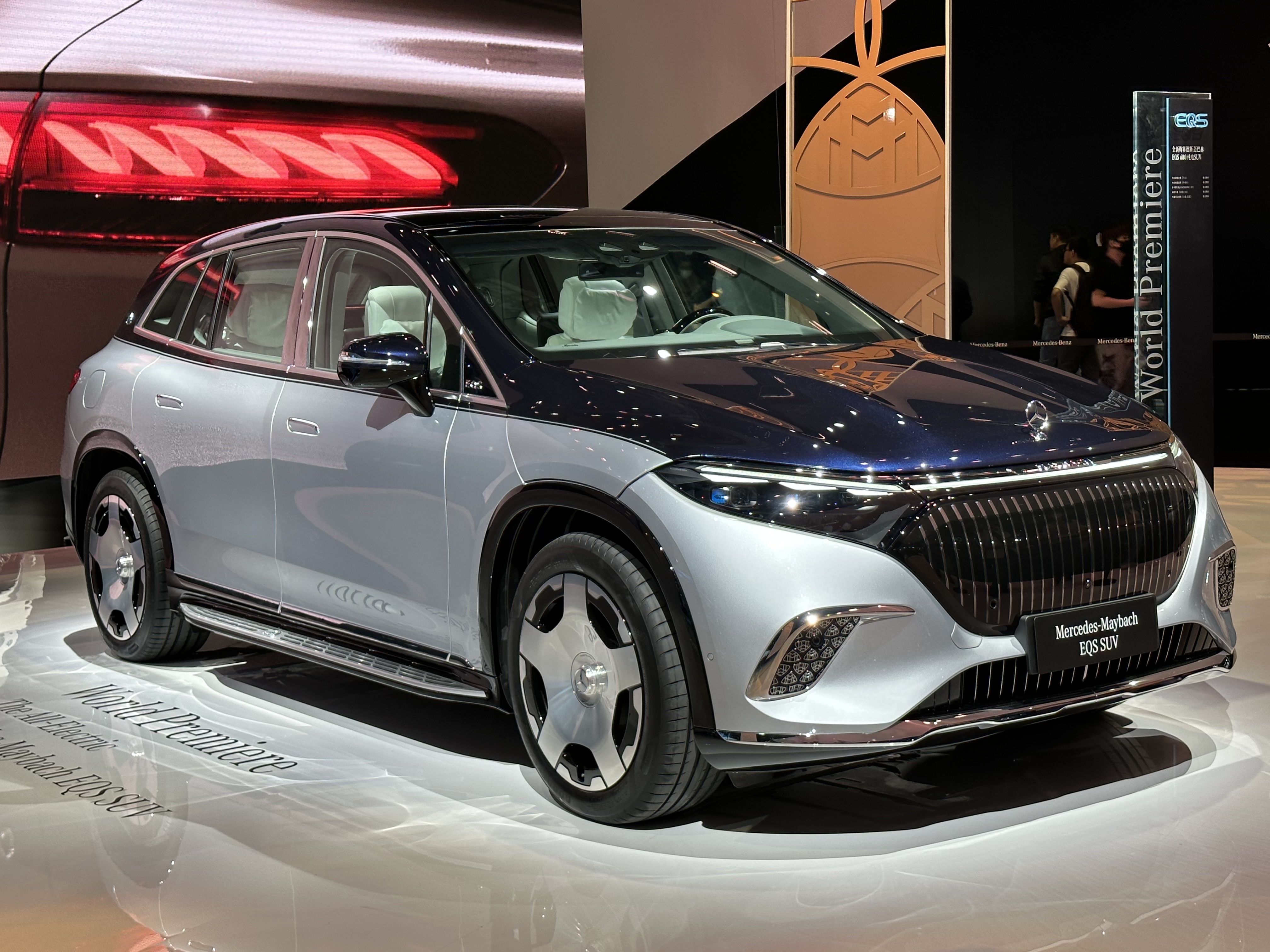
مرسدس-مایباخ ئی‌کیواس اس‌یووی
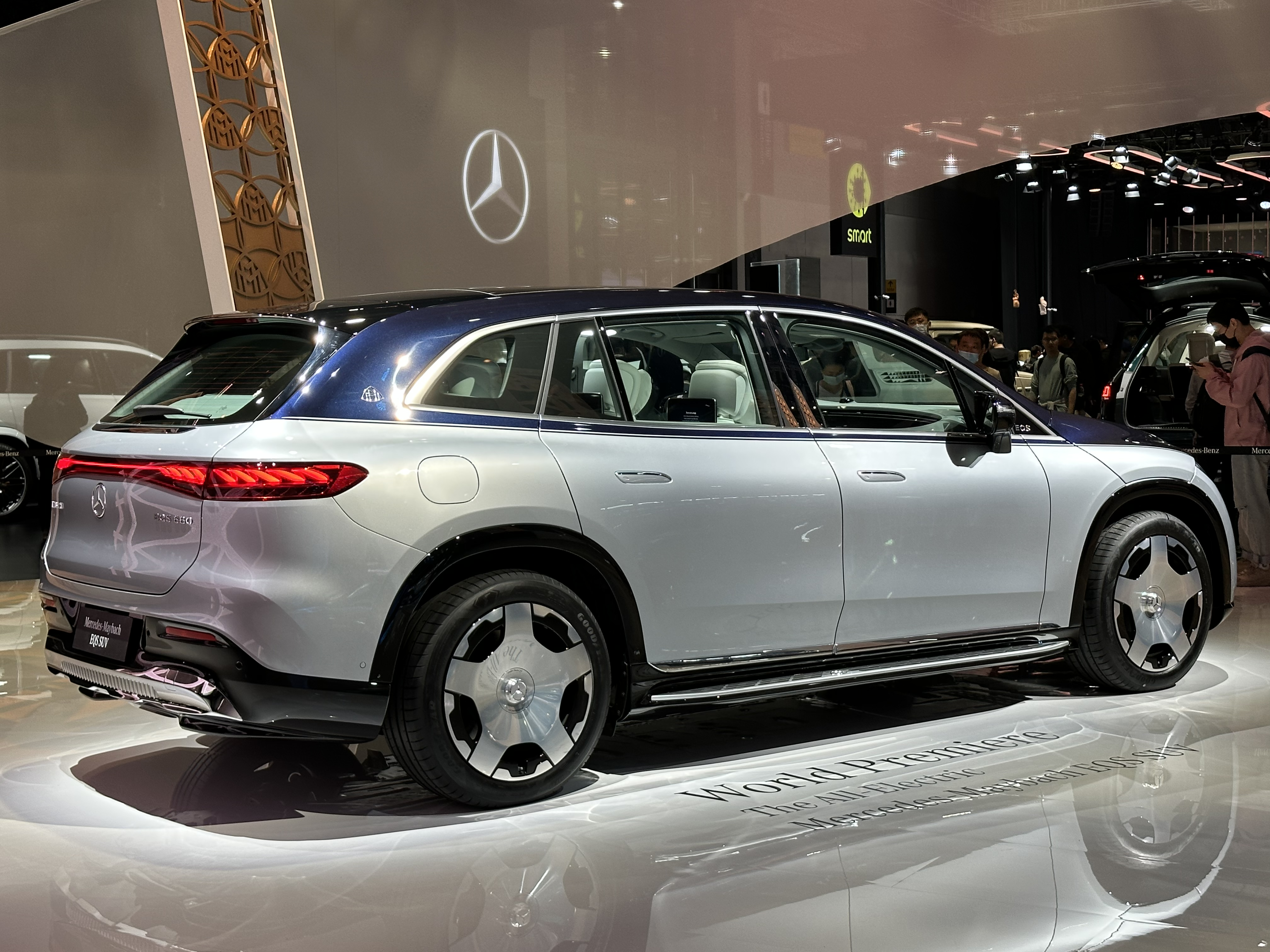
نمای عقب